# José Possi Neto
José Possi Neto (São Paulo, 12 de abril de 1947) é um diretor de teatro, iluminador, coreógrafo e figurinista brasileiro.
Renomado diretor, é respeitado no meio artístico e um dos requisitados profissionais da área, assinando a direção de importantes espetáculos. É irmão da cantora Zizi Possi, dirigindo-a em todos os seus espetáculos ao vivo. Além de Zizi, dirigiu também Maria Bethânia - 25 anos (1993) e Summertime (1980); Bilbao Cabaré; com Cida Moreira, (1989); Sonho e Realidade (1995) e "Em boa companhia" (2010), com Simone .
Atua no teatro, dança, opera, cinema, e em espetáculos musicais. Formou-se em Crítica e Dramaturgia na Escola de Comunicações e Artes da Universidade de São Paulo, ECA/USP, em 1970. Dirigiu a Escola de Teatro da Universidade Federal da Bahia.

## Prêmios
- Prêmio Molière, pela direção teatral: O Manifesto, (1988); Lilith, a Lua Negra, (1986)[5]; Filhos do Silêncio, (1982)[6];
- Prêmio APCA: Três Mulheres Altas, Melhor Espetáculo, (1996); Maria Bethânia, 25 anos, Melhor Show Musical, (1990); Emoções Baratas, Melhor Diretor, (1989); Um Sopro de Vida[7], Melhor Diretor de Dança, (1979);
- Prêmio Mambembe: Três Mulheres Altas, Melhor Espetáculo, (1996); Santa Joana, Melhor Espetáculo, (1990); Filhos do Silêncio, Melhor Espetáculo, (1982);